# カイル・クーパー
カイル・クーパー（Kyle Cooper, 1962年7月 - ）は、映画、ビデオゲームなどのタイトルデザイナーで映画監督。イェール大学卒業。
映画のタイトルコール、主なスタッフ・キャスト、映画会社のクレジットなどが流れるタイトルバック映像を制作するモーション・グラフィック・デザイナー。

## 経歴
1962年、マサチューセッツ州セイラム生まれ。小さい頃からコミック誌を読みふけり、空想を画を描く事に馴染んで、彫刻家になる事を夢みて育った。イェール大学でグラフィック・デザインを学び、エイゼンシュテインのモンタージュ技法に関する卒論を執筆し、修士号を得る。その後、リチャード・グリーンバーグのプロダクションR/GA（R/Greenberg Associates）に入り、『ニューヨーク・ストーリー』のマーティン・スコセッシ監督によるエピソードで、初めてタイトル・デザインを担当した。クーパーの名を世に広く知らしめた『セブン』は、R/GA在籍中最後期の作品の1つである。文字が震えるような描写は多くの映画、TV、CMなどで模倣された。
グリーンバーグはタイトル・デザイナーでもあり、R/GA入社も『エイリアン』や『アルタード・ステーツ/未知への挑戦』を観た事で決めたという。『スーパーマン』（1978年作品）のタイトルもグリーンバーグの仕事であり、クーパーは『スーパーマン リターンズ』でグリーンバーグのスタイルを踏襲したタイトル映像を作り出している。
「ソール・バスの再来」と称される事も有るが、本人によるとタイトル・デザイナーを志すきっかけになった作品は、スティーブン・フランクフルトによる『アラバマ物語』（1962）であったという。『セブン』のメイン・タイトル・プロデューサーに付いたのはスティーブンの息子ピーターで、ピーター・フランクフルト、そしてチップ・ハフトンとともにクーパーはImaginary Forcesを設立し独立。タイトルだけでなく予告編、視覚効果製作やwebデザインにも進出し、またパソコン内で殆どが製作出来るようになった事もあり、作風もより個性的になっていく。
クーパーは日本でも知られるようになり、日清食品のカップヌードルのCMの監督として抜擢された。日本ではその後、ゴジラシリーズ50周年記念作品『ゴジラ FINAL WARS』でタイトルデザインを担当している。依頼された際には快く引き受け、北村龍平監督の「ゴジラの50年分の喧嘩を見せて欲しい」という希望を叶えるべく、シリーズの大半を見直したとインタビューで答えている。もともとゴジラシリーズの大ファンであり、日本で買った特大のゴジラフィギュアをはじめ多くの怪獣たちのフィギュアを所持している。
2003年にImaginary Forcesから退き、『エンジェルス・イン・アメリカ』以降は新会社Prologue Filmsで活躍している。

## 主な作品
映画
- ニューヨーク・ストーリー New York Stories（1989年）
- 不滅の恋/ベートーヴェン Immortal Beloved（1994年）
- リッチー・リッチ Ri¢hie Ri¢h（1994年）
- セブン Se7en（1995年）
- ニクソン Nixon（1995年）
- アメリカン・プレジデント The American President（1995年）
- ダーク・ストリート/仮面の下の憎しみ Dead Presidents（1995年）
- ブレイブハート Braveheart（1995年）
- 101 101 Dalmatians（1996年）
- 僕のボーガス Bogus（1996年）
- ザ・ファン The Fan（1996年）
- イレイザー Eraser（1996年）
- ミッション:インポッシブル Mission: Impossible（1996年）
- ツイスター Twister（1996年）
- タンク・ブラザース/脱線ファンに御用心 Celtic Pride（1996年）
- D.N.A./ドクター・モローの島 The Island of Dr. Moreau（1996年）
- ミミック Mimic（1997年）
- スポーン Spawn（1997年）
- フェイク Donnie Brasco（1997年）
- ナイトウォッチ Nightwatch（1997年）
- ネゴシエーター Metro（1997年）
- フラバー Flubber（1997年）
- アベンジャーズ The Avengers（1998年）
- 悪魔を憐れむ歌 Fallen (1998年)
- 交渉人 The Negotiator（1998年）
- マスク・オブ・ゾロ The Mask of Zorro（1998年）
- モンタナの風に抱かれて The Horse Whisperer（1998年）
- ロスト・イン・スペース Lost in Space（1998年）
- 狂っちゃいないぜ Pushing Tin（1999年）
- 隣人は静かに笑う Arlington Road（1999年）
- 恋は嵐のように Forces of Nature（1999年）
- ハムナプトラ/失われた砂漠の都 The Mummy（1999年）
- タイタス Titus（1999年）
- ワイルド・ワイルド・ウェスト Wild Wild West（1999年）
- スパイダーマン Spider-Man（2002年）
- ドリームキャッチャー Dream Catcher（2003年）
- ゴジラ FINAL WARS Godzilla Final Wars（2004年）
- ドーン・オブ・ザ・デッド Dawn of the Dead（2004年）
- スパイダーマン2 Spider-Man 2（2004年）
- 奥様は魔女 Bewitched（2005年）
- ニュー・ワールド （2005年）
- スーパーマン リターンズ Superman Returns（2006年）
- スパイダーマン3 Spider-Man 3（2007年）
- アイアンマン Iron Man （2008年）
- インクレディブル・ハルク The Incredible Hulk（2008年）
- トロピック・サンダー/史上最低の作戦 Tropic Thunder（2008年）
- ワルキューレ Valkyrie （2008年）
- エスター The Orphan （2009年）
- DRAGONBALL EVOLUTION Dragonball Evolution （2009年）
- ワイルド・スピード MAX Fast & Furious （2009年）
- シャーロック・ホームズ Sherlock Holmes （2009年）
- アイアンマン2 Iron Man 2 （2010年）
- トロン: レガシー Tron: Legacy （2010年）
- エルム街の悪夢 A Nightmare on Elm Street （2010年）
- ミスター・アーサー Arthur （2011年、日本では劇場未公開）
- ランゴ Rango （2011年）
- アイ・アム・ナンバー4 I am Number Four （2011年）
- X-MEN:ファースト・ジェネレーション X-Men: First Class （2011年）
- マイティ・ソー Thor （2011年）
- ファイナル・デッドブリッジ Final Destination 5 （2011年） ※セカンドユニットの監督も兼任
- 遊星からの物体X ファーストコンタクト The Thing （2011年）
- ミッション:インポッシブル/ゴースト・プロトコル Mission: Impossible – Ghost Protocol （2011年）
- シャーロック・ホームズ シャドウ ゲーム Sherlock Holmes: A Game of Shadows （2011年）
- トータル・リコール Total Recall （2012年）
- アルゴ Argo （2012年）
- アイアンマン3 Iron Man 3 （2013年）
- G.I.ジョー バック2リベンジ G.I.Joe: Retaliation （2013年）
- ペイン&ゲイン 史上最低の一攫千金 Pain & Gain （2013年）
- LIFE! The Secret Life of Walter Mitty （2013年）
- X-MEN:フューチャー&パスト X-Men: Days of Future Past （2014年）
- GODZILLA ゴジラ Godzilla （2014年）
- ミュータント・タートルズ Teenage Mutant Ninja Turtles （2014年）
- ドローン・オブ・ウォー Good Kill （2014年）
- 聖杯たちの騎士 Knight of Cups （2015年）
- ブラック・スキャンダル Black Mass （2015年）
- X-MEN:アポカリプス X-Men: Apocalypse（2016）
- スター・トレック BEYOND Star Trek Beyond （2016年）
- グレートウォール 長城 / The Great Wall（2017）
- ローグ・ワン/スター・ウォーズ・ストーリー Rogue One: A Star Wars Story （2016年）
- キュア 〜禁断の隔離病棟〜 A Cure for Wellness（2016）
- 夜に生きる Live by Night（2016）
- キングコング:髑髏島の巨神 Kong: Skull Island（2017）
- 美女と野獣 Beauty and the Beast（2017）
- パシフィック・リム: アップライジング Pacific Rim: Uprising（2018）
- ゴジラ キング・オブ・モンスターズ（2019）
- 6アンダーグラウンド 6 Underground（2019）
- ゴジラvsコング Godzilla vs. Kong（2021）
- CUBE 一度入ったら、最後（2021年）

また、2001年には長編映画『ニューポート・サウス』 New Port South （日本では劇場未公開）を監督している。
- ワイルド・スピード/ファイヤーブースト  FastX（2023）エンドクレジット
- フライ・ミー・トゥ・ザ・ムーン Fly Me to the Moon（2024）
- ツイスターズ Twisters（2024）
- ヴェノム:ザ・ラストダンス Venom: The Last Dance（2024 予定）

テレビドラマ
- ウォーキング・デッド The Walking Dead （2010年）
- アメリカン・ホラー・ストーリー American Horror Story （2011年）

ゲーム
- メタルギアソリッド2 （2001年）
- メタルギアソリッド3 （2004年）
- メタルギアソリッドV （2015年）[3]タイトルロゴとゲーム内デバイスのGUIデザイン
- デス・ストランディング （2019年）タイトルロゴデザイン